# Nesticella silvicola
Nesticella silvicola (лат.) — вид пауков рода Nesticella из семейства Пауки-нестициды (Nesticidae). Япония.

## Этимология
Видовое название образовано от латинского прилагательного silvicolus (обитающий в лесу, лесистый). Оно относится к месту обитания вида, живущего в лесах японского острова Якусима.

## Распространение
Встречается в восточной Азии: Япония.

## Описание
Мелкие пауки, общая длина около 2 мм (самцы 1,84—1,94 мм). Основная окраска желтоватая. Этот вид сходен с N. terrestris и N. brevipes. Самцов N. silvicola. можно отличить от самцов N. terrestris по более коренастому дистальному отростку парацимбиума (Di), более острому радикальному апофизу (Ra) и более широкому вентральному отростку II парацимбиума (Ve-II) (против более острого Di, более круглого Ra и более тонкого Ve-II у N. terrestris). Кроме того, место выхода эмболуса (E) из радикса у обоих видов находится в разном положении (на 4:30 часа у N. silvicola против 6:00 часов у N. terrestris). Самцы нового вида отличаются от самцов N. brevipes по единственному дистальному отростку парацимбиума (Di), более широкому радикальному апофизу (Ra) и более толстому срединному отростку проводника (Cm) (против двух Di, более тонкого Ra и более тонкого Cm у N. brevipes).
Встречается в тенистых и влажных широколиственных и смешанных лесах, покрывающих горные склоны на острове Якусима. Этот вид строит простые паутины в пустых пространствах и углублениях между листовой подстилкой и под гнилыми бревнами.